# Zeus faber

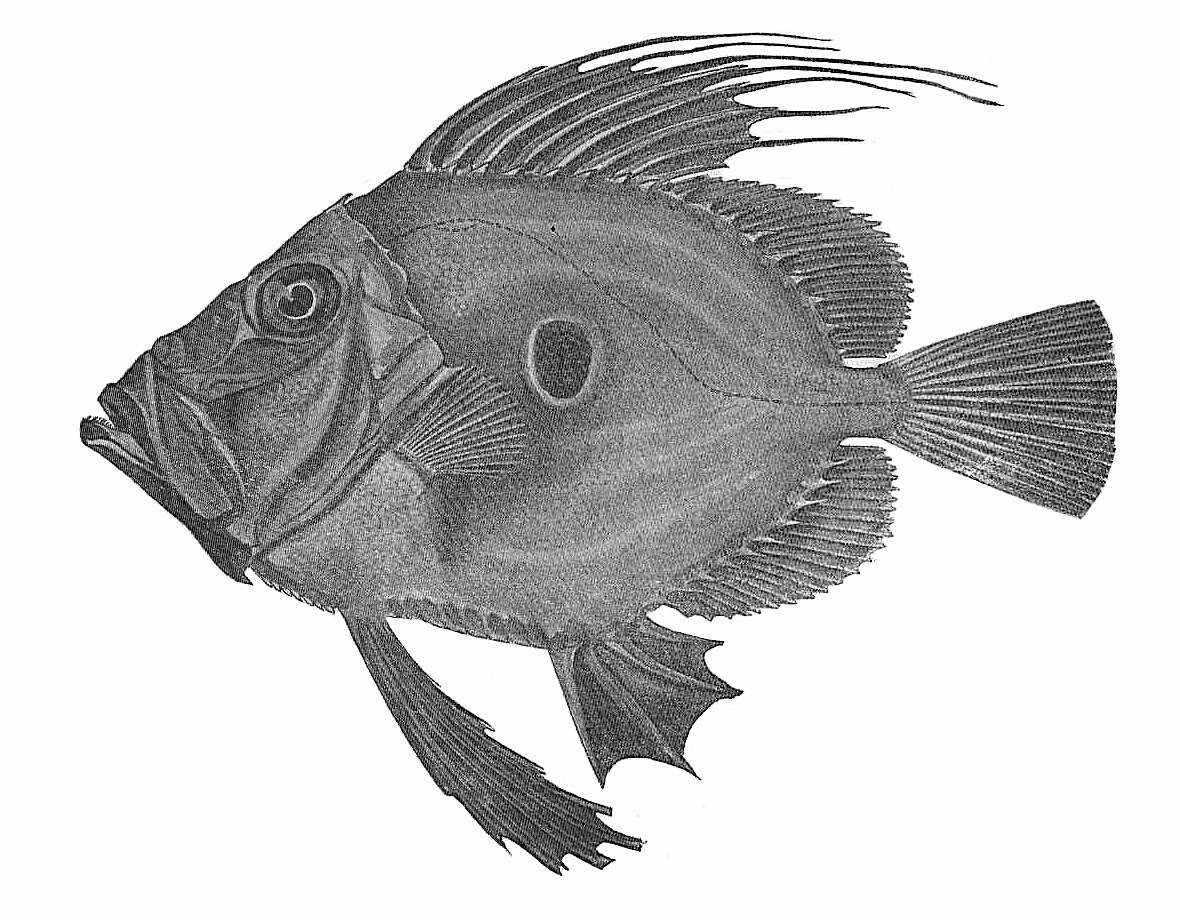
Peixe-galo, Zeus faber

Zeus faber, comummente conhecido como peixe-galo,  é um peixe teleósteo da família dos Zeídeos. Trata-se de uma espécie marinha costeira demersal comestível, com corpo esverdeado comprimido lateralmente, com uma grande mancha escura de ambos os lados e espinhos longos na barbatana dorsal.

## Nomes comuns
Dá ainda pelos seguintes nomes comuns: alfaqui, alfaqueque, são-pedro, galo-negro e galo-japonês.

### Etimologia
O nome peixe-galo, fica-se a dever às longas barbatanas dorsais e flancos e o circulo escuro que visualmente se assemelham às cristas dos galos.
No que toca ao nome são-pedro a origem é duvidosa, contudo, há uma abonação literária no romance «A Esfinge dos Gelos», de Júlio Verne, em que se dá conta de uma das mais conhecidas e antigas origens do nome. Nessa obra, reputam-na como uma alusão a São Pedro, por sinal o santo padroeiro dos pescadores, por haver, de acordo com a tradição medieval europeia, a crença popular de que esta terá sido a espécie de peixe que Jesus fez saltar para as redes na passagem bíblica da pesca milagrosa.
Com efeito, este peixe é conhecido como «são-pedro» em várias línguas europeias: em francês dá por  "Saint Pierre", em alemão por "Petersfisch", em espanhol por "San Pedro" e em italiano por "San Pietro". De acordo com a linguista Charlotte Mary Yonge, esta transversalidade de nomes assenta exactamente na mesma crença popular medieval, que associa esta espécie ao sobredito episódio bíblico. Uma lenda relacionada diz que o ponto escuro no flanco do peixe é a impressão digital de São Pedro.

## Nomes estrangeiros
Outros nomes conhecidos são o inglês John Dory.
Na costa norte da Galiza-Cantábria, é conhecido como San Martiño.
Na Austrália são conhecidos como john dory ou keparu, mas na Nova Zelândia, os Maoris chamam-lhe kuparu e, na costa leste da Ilha Norte, deram alguns ao capitão James Cook na sua primeira viagem à Nova Zelândia em 1769. Vários barris deles foram mantidos em conserva.

## Morfologia

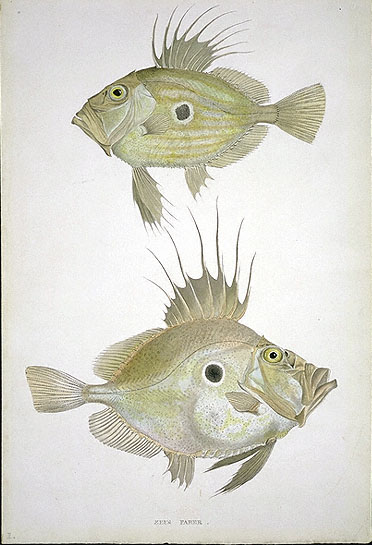
Zeus faber, de William MacGillivray, c. 1840

O peixe-galo atinge um tamanho máximo de 65 cm  e 5 kg (12  lb) em peso. Possui pequenas placas ósseas ao longo da base da barbatana dorsal e anal, sendo que a barbatana anal conta com quatro raios duros. Possui escamas microscópicas e afiadas que percorrem o corpo. O peixe exibe uma coloração verde-acinzentada, com uma barriga branca prateada e tem uma mancha escura de ambos os lados, amiúde emoldurada por uma mancha mais clara. Possui um corpo plano e redondo e é um mau nadador.
No que toca à mancha negra lateral, trata-se de um ocelo, que é usado para fins apotrópicos, caso o perigo se aproxime. O ocelo do peixe-galo também serve para confundir as presas, que são capturadas pela boca dissimulada e subdesenvolvida.
Por outro lado, os olhos grandes na frente da cabeça fornecem visão binocular e percepção de profundidade, importantes contra predadores.

## Presas e predadores
O Peixe-Galo captura a presa perseguindo-a, estendendo a mandíbula para a frente numa estrutura semelhante a um tubo para sugar o peixe com um pouco de água. A água flui através das brânquias; o osso pré-maxilar, o único osso portador de dentes neste peixe, é usado para moer a comida.
Come principalmente peixes ósseos de cardume de menores dimensões. Ocasionalmente, também se alimenta de cefalópodes e crustáceos.
Os predadores naturais são tubarões como o tubarão-negro e peixes ósseos grandes.

## Habitat
Os peixes-galo, são peixes costeiros bentopelágicos, encontrados nas costas da África, Sudeste Asiático, Nova Zelândia, Austrália, costas do Japão e costas da Europa, particularmente na costa portuguesa  e ao largo do arquipélago da Madeira e Açores. Vivem perto do fundo do mar, a profundidades de 5 a 360 metros. Tendem a ser solitários.

## Reprodução e ciclo de vida
Atingem a maturidade sexual aos 3 ou 4 anos de idade. Reproduzem-se entre o final do Inverno e o princípio da Primavera, no Atlântico Norte, sendo que, junto ao Mediterrâneo a época de reprodução começa mais cedo. São dispersores de substrato, isto é, libertam esperma e óvulos na água. Os ovos são pelágicos.
Têm um ciclo de vida de cerca de 12 anos na natureza.

## Na alimentação
A escritora de culinária Eliza Acton observou no seu livro de 1845, Cozinha Moderna para Famílias Particulares, que o peixe-galo ou John Dory em inglês: «embora tenha uma aparência pouco convidativa, é considerado por alguns como o peixe mais delicioso que aparece à mesa». Ela recomenda simplesmente assá-lo "com muita delicadeza", evitando ressecá-lo no forno.